# Antirrhinum pertegasii
Antirrhinum pertegasii là một loài thực vật có hoa trong họ Mã đề. Loài này được Rothm. mô tả khoa học đầu tiên vào năm 1956.